# Usøgt vare
En usøgt vare eller unsought good er en forbrugsvare som forbrugeren ikke kender til eller normalt ikke overvejer at købe og hvor købsmotivationen er afhængig af risiko eller frygten for at komme til at mangle varen.
De klassiske eksempler på kendte, men usøgte varer er bedemandsforretning, encyclopædier, brandslukkere og leksikons. I nogle tilfælde kan endda fly og helikoptere betragtes som usøgte varer. Købet af disse kan ikke foretages øjeblikkeligt og kan blive udsat. Derfor kræver usøgte varer markedsføring og sælgere. 

## Forvandling af usøgte varer til søgte varer
Nye produkter såsom nye slags frosne fødevarer er usøgte indtil, der reklameres for dem i medierne eller fra mund-til-mund. Når forbrugeren har opnået en god viden om varen, så bliver det til en søgt vare. For eksempel er en ny smartphone med eksklusive specifikationer en usøgt vare indtil forbrugeren hører om den. Når først smartphonen er bredt kendt blandt forbrugerne, bliver den en søgt vare. Et klassisk eksempel herpå er Apples iPhone. Forbrugerne ved ikke at de vil have det, medmindre de hører om produktet.
Et andet nævneværdigt eksempel er livsforsikring. Til trods for at det er et klassisk eksempel på en usøgt vare, så er det i stigende grad ved at blive en søgt vare. Med ændringen af livsforsikring fra blot forsikring til en investerings-ide har denne vare skiftet paradigme.